# Pedro Patricio Mey
Pedro Patricio Mey y Galés (Valencia, 1550/1556 - Valencia, ca. 1624) fue un impresor valenciano que vivió entre los siglos XVI y XVII, conocido por publicar las dos partes de la Década primera de la historia de la insigne y coronada ciudad y reyno de Valencia de Gaspar Juan Escolano, entre otras crónicas sobre Valencia, y estampar una de las primeras ediciones de El Quijote de Cervantes.

## Vida y obra
Hijo de Juan Mey, de origen flamenco, y de Jerònima Galés, impresores valencianos, nació en Valencia, entre los años 1555 y 1556.  Hermano menor del también impresor -y profesor universitario- Juan Felipe.

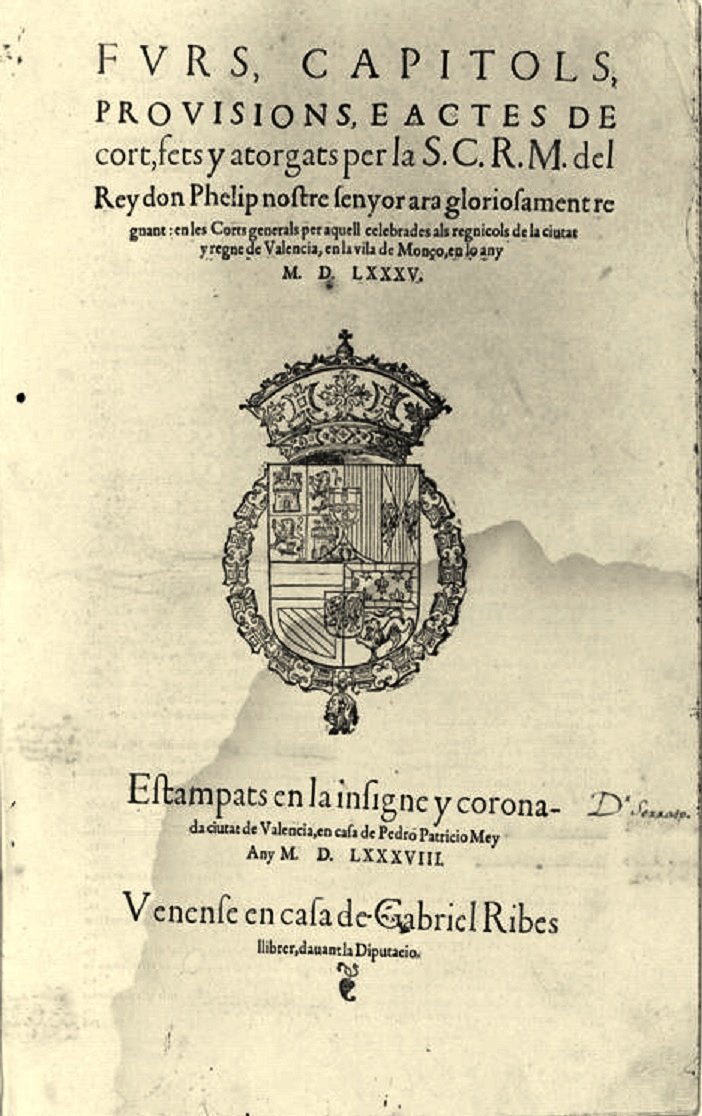
Portada dels Fvrs, capitols, provisions, e actes de cort, fets y atorgats per la S.C.R.M. del Rey Don Phelip nostre senyor ara gloriosament regnant en les Corts generals per aquell celebrades als regnícols de la ciutat y regne de València, en la vila de Monçó, en lo any MDLXXXV (1588).

No se conocen datos de su infancia o juventud. Lo más probable es que como hijo menor se formara en la empresa familiar y allí continuara. Solo aparece en la documentación después de la muerte de Pedro de Huete, su padrastro, en 1580. El 29 de noviembre aparece declarando en un pleito sobre el pago de los derechos de mercancía de un libro publicado en 1577, el Missale romanum, exportado en Castilla por la imprenta familiar. Dos meses después, el 29 de enero de 1581, Jerónima Galés, nuevamente viuda, vuelve a hacer testamento en el que nombra heredero a Pedro Patricio y, también, albacea y ejecutor del testamento, desplazando de esa condición al hijo mayor, Juan Felipe, el cual ya había recibido antes unas cantidades importantes de dinero, tanto para seguir sus estudios como para instalar en Tarragona una imprenta propia.
Pedro Patricio pasó, rápidamente, a ocuparse de las tareas directivas de la empresa, junto a Jerònima Galés. En 1581 obtuvode su madre dos procuraciones para cobrar la subvención del Consejo -17 de febrero- y para cobrar la impresión de unos misales -6 de mayo-.  En 1582 apareció como impresor en la portada del epítome de las constituciones de la Iglesia valenciana, compilado por Bernardino Gómez Miedes, mientras en el colofón todavía salía el nombre oficial de la imprenta, «Ex tipographia viduae Petri Huete».
Hasta la muerte de su madre, en las relaciones con los clientes o con el Consejo municipal de Valencia, aparecía Pedro Patricio solo o acompañado de Jerònima Galés. En este periodo se mantuvola subvención otorgada por el consejo en vida de su padre.

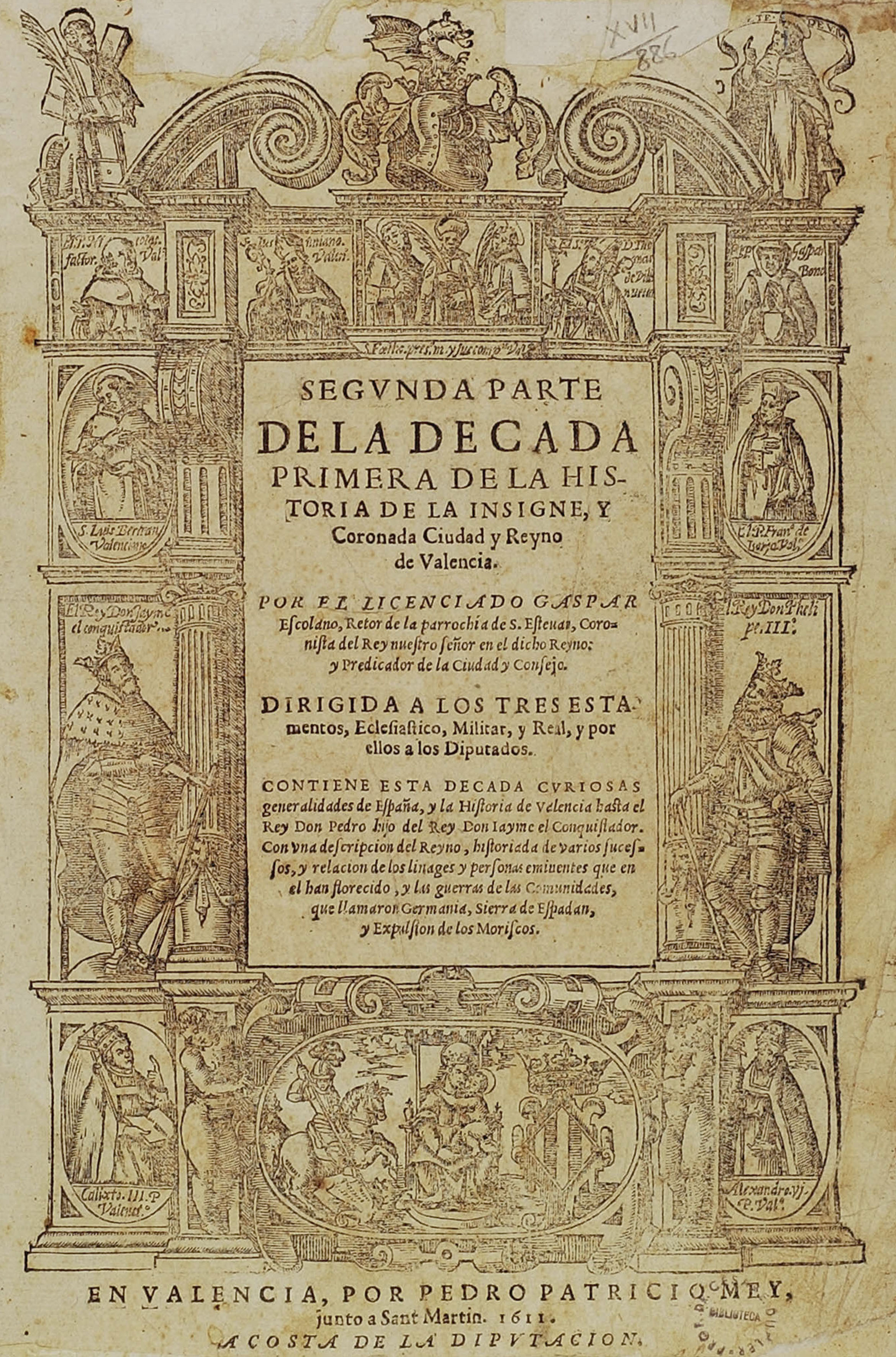
Portada de la Segunda parte de la década primera de la historia de la insigne y coronada ciudad y Reyno de Valencia (1611) de Gaspar Juan Escolano.

Tras la muerte Jerònima Galés  en octubre de 1587, Pedro Patricio se hizo cargo de la imprenta. Respecto a las relaciones con el Consejo municipal de Valencia, las condiciones se mantuvieron y se continuó recibiendo la subvención de las 50 libras anuales mientras viviera Pedro Patricio, «el que tiene la stampa de dicha ciudad», o dicho de otro modo, era el impresor oficial de la ciudad. Por otra parte, su hermano Juan Felipe volvió a Valencia a principios de 1588, instaló imprenta propia y el 4 de junio de 1588 obtuvo del Consejo municipal una subvención anual de 30 libras para mantenerla. Un año después, el 13 de mayo de 1589, el Consejo le incrementó la subvención hasta 50 libras. De todas formas las relaciones entre los hermanos, a pesar de ser competidores en el mundo tipográfico, fueron cordiales, así, cuando Juan Felipe hizo testamento en 1598 nombró a Pedro Patricio albacea y ejecutor.
Una vida larga le permitió dirigir la imprenta cerca de 40 años. Mientras los primeros años la sede del negocio se mantuvo en la calle de la Hierba, como en vida de su madre, en 1592 ya había trasladado el obrador cerca de la iglesia de San Martín. Ya como propietario de la imprenta, en 1587 saliron sus primeras obras: Primera parte de la historia general de santo Domingo y de apo orden de predicadores de Fernando del Castillo, Officia propria sanctorum quorum fiesta iam olim in diocesi Valentina celebrará consueverunt y disputatio de vectigalibus te eorum iuxta exactione in foro conscientiae de Juan Blas Navarro.
La empresa tipográfica de Patricio Mey publicó alrededor de 200 obras, aparte de pragmáticas, mandamientos, hojas, carteles y otros materiales sueltos encargados por instituciones civiles y eclesiásticas. Esta imprenta se convierte en la principal empresa tipográfica valenciana de este periodo y las obras más importantes son impresas en sus prensas: La Dragontea (1598) de Lope de Vega, la Primera (y Segunda) parte del portal Coronica general de España ( 1604) de Pere Antoni Beuter, primera (1605) y segunda (1616) parte de Don Quixote de la Mancha y los Trabajos de Persiles y Sigismunda, historia septentrional (1617), las tres de Miguel de Cervantes Saavedra, Expulsión de los moros de España (1610) de Gaspar Aguilar o Anales del Reyno de Valencia (1613) de Francisco Diago.
En dos ocasiones Patricio Mey trasladó las prensas de su officina habitual. En 1598 imprimió en el convento del Remedio de Valencia la obra Brevis sed vera explicatio quaestionis fidelium conscientiis Adeo necessaria, documento jurídico, cuya edición le es cedida al convento por la Generalidad Valenciana. Y en 1604 imprime al colegio de San Pablo de Valencia los Discursos sobre los quatro Novissimos, Muerte, Iuyzio, Infierno y Gloria de Francisco Escrivá, jesuita como el mismo colegio.
La fecha de su muerte no está documentada, pero existen indicios para acercarse a una fecha: Joan Baptista Marçal -que en 1.629 ya era el impresor oficial de la ciudad de Valencia- aumentó su colaboración en 1624, el último año que la imprenta mantuvo un número habitual de publicaciones. Además, no hay ninguna mención a Pedro Patricio posterior al 7 de febrero de 1623 en las provisiones del Consejo municipal y, además, desde 1625 hasta 1631 solo se publicaron 3 obras en la imprenta de Pedro Patricio. Todo parece indicar que el deceso ocurrió entre 1623 y 1631, siendo 1624 el año más probable.